# Дома 1109 км
Дома́ 1109 км (рос. Дома 1109 км) — сільський населений пункт без офіційного статусу у складі Ярського району Удмуртії, Росія.
У населеному пункту розташована залізнична станція Сада.
Станом на 2002 рік населений пункт мав статус селища і називався Сада 1109 км.

## Населення
Населення — 4 особи (2010, 19 у 2002).
Національний склад станом на 2002 рік:
- росіяни — 47 %
- удмурти — 42 %